# 치프스 (럭비)
치프스(Chiefs) 또는 이전 이름인 와이카토 치프스(Waikato Chiefs)는 1996년 창단된 뉴질랜드의 프로 럭비 유니온 팀이다. 수퍼 15에 참가하며 연고지는 해밀턴이고, 홈구장은 와이카토 스타디움이다.

## 우승 기록
- 우승 - 0회
- 준우승 - 1회(2009)